# Иванович, Душко
Душко Иванович (черног. Душко Ивановић; 1 сентября 1957, Биело-Поле, СР Черногория, СФРЮ) — черногорский баскетбольный тренер и бывший югославский профессиональный баскетболист, игравший на позиции лёгкого форварда.

## Достижения

### В качестве игрока
- Обладатель Кубка европейских чемпионов (2): 1988/1989, 1989/1990
- Чемпион Югославии (3): 1987/1988, 1988/1989, 1989/1990
- Обладатель Кубка Югославии: 1989/1990

### В качестве тренера
- Серебряный призёр Евролиги (2): 2000/2001, 2004/2005
- Обладатель Кубка Корача: 1999/2000
- Серебряный призёр Единой лиги ВТБ: 2016/2017
- Чемпион Испании (3): 2001/2002, 2009/2010, 2019/2020
- Чемпион Франции: 1999/2000
- Чемпион Швейцарии (3): 1996/1997, 1997/1998, 1998/1999
- Серебряный призёр чемпионата России: 2016/2017
- Обладатель Кубка Греции: 2014/2015
- Обладатель Кубка Испании (4): 2001/2002, 2003/2004, 2006/2007, 2008/2009
- Обладатель Кубка Франции: 1999/2000
- Обладатель Кубка Швейцарии (2): 1997/1998, 1998/1999